# Florian Maitre
Florian Maitre (Meudon, Alts del Sena, 3 de setembre de 1996) és un ciclista francès. Combina la carretera amb el ciclisme en pista.

## Palmarès en ruta
- 2014
  - Vencedor d'una etapa als Boucles de Seine-et-Marne
- 2016
  - 1r a l'Essor breton i vencedor d'una etapa
  - 1r al Premi Marcel-Bergereau
- 2017
  - 1r als Boucles de l'Austreberthe

## Palmarès en pista
- 2016
  -  Campió d'Europa en Persecució per equips (amb Thomas Denis, Benjamin Thomas, Corentin Ermenault i Sylvain Chavanel)
  -  Campió d'Europa sub-23 en Persecució per equips (amb Thomas Denis, Benjamin Thomas i Corentin Ermenault)
- 2017
  -  Campió d'Europa de Madison (amb Benjamin Thomas)
  -  Campió d'Europa en Persecució per equips (amb Louis Pijourlet, Corentin Ermenault i Benjamin Thomas)
  -  Campió de França en Puntuació
  -  Campió de França en Persecució per equips